# Läsning för barn
Läsning för barn är en serie om åtta böcker av författaren Zacharias Topelius som gavs ut mellan 1865 och 1896. Innehållet består till stor del av material som tidigare publicerats bland annat i barntidningarna Eos, Trollsländan, med flera. De åtta böckerna gavs också ut i två band kallade "Konstnärsupplagan" 1901 och 1903 med illustrationer av finländska och svenska konstnärer, bland andra Acke Andersson, Carl Larsson, Albert Engström, Ottilia Adelborg.